# Regiocrella sinensis
Regiocrella sinensis är en svampart som beskrevs av Chaverri & K.T. Hodge 2006. Regiocrella sinensis ingår i släktet Regiocrella och familjen Clavicipitaceae.   Inga underarter finns listade i Catalogue of Life.